# Canale 7 (Monopoli)
Canale 7 è un'emittente televisiva locale pugliese, che dedica particolare attenzione alle città della provincia di Bari e Brindisi. Punto di forza dell’emittente televisiva è l’informazione che viene curata da ben quattro redazioni giornalistiche; Gianni Tanzariello e Agostino Calefati sono rispettivamente editore e amministratore nonché regista dell'emittente pugliese.
L'emittente serve la Regione Puglia e la Basilicata sul canale 78, ha come punto di forza l'informazione e la produzione di programmi di intrattenimento. Per scelta editoriale non vengono trasmessi televendite e film.

## Storia
L'emittente nasce nel gennaio 1988, ma si stabilizza nel mercato dell'informazione pugliese sin dal 1989. Nella seconda metà degli anni 2000 l'emittente crea il suo sito web Canale 7.tv e successivamente, tra i primi contenuti pubblicati, la serie di puntate de In cucina con Cristina per la regia di Francesco Pilagatti; programma allora trasmesso nell'attuale fascia oraria di informazione dedicata al Tg7.
Quest'ultimo è curato direttamente da due redazioni giornalistiche di Canale 7, che si occupano dei servizi, delle riprese, della regia, del montaggio, della registrazione, dell'audio/video e della grafica cercando sempre di offrire qualità.
Il Tg7 non ha un'edizione mattutina: la prima della giornata è quella delle 13, seguita alle 14:30 dal Tg7 LIS, 16:30 e dal Tg7 delle ore 19, 20:20 e 23:00.
Alle ore 13:50 e alle ore 20:30, viene trasmessa un'edizione del TG7 dedicata interamente alle zone di Taranto e provincia.
La pubblicità è gestita direttamente dalla concessionaria proprietaria dell'emittente.
Tutti i bumper sono accomunati dallo stesso jingle.
Negli anni precedenti, nasce Radio Elle che è disponibile da Monopoli fino al Salento e visibile in radiovisione e ovunque in Puglia tramite il programma Mattino7, che spesso occupa poco più della programmazione mattutina; successivamente è nata 7 Plus, che trasmette prevalentemente repliche dei programmi trasmessi dall'ammiraglia.
Canale 7 ha in seguito creato Sette News, settimanale di Monopoli in tutte le edicole monopolitane. Un servizio del Tg7 una volta alla settimana era interamente dedicato alle notizie, lette da uno speaker e accompagnate dalle immagini della copertina e alcune riprese video. La stessa autopromozione avveniva anche durante la pubblicità diventando una sorta di "telegiornale flash" di 30 secondi. Il settimanale è stato chiuso nel 2021.

## Programmi

### Attualmente in onda

#### Informazione
- Tg7
- Tg7 TARANTO
- Tg7 LIS
- Tg7 LIS SPORT
- Tg7 LIS i fatti della settimana
- Tg7 ALL NEWS
- Perché? L'approfondimento oltre la notizia
- Canale 7 Sport
- Tg7 - Retrospettiva
- Faccia a faccia[9]

#### Sport
- Diretta Rete Sport (per seguire i match della Società Sportiva Monopoli 1966)
- Fuoricampo
- Fuoricampo Serie D
- Fuoricampo Mercoledì (Dedicato al Taranto Football Club 1927 e allo sport tarantino)"
- Canale 7 Sport
- Anteprima Canale7 Sport

#### Religione
- Santa Messa
- Sulla Via di Emmaus

#### Intrattenimento Musicale
- Mattino7 (ex Grande Sorella)
- Pomeriggio7

#### Eventi annuali
- Premio Città di Monopoli

### Precedentemente in onda
- Obiettivo lavoro
- È sempre festa
- Replay
- Primo piano[10]
- Accademia TV Talent
- Zoom
- Eco quiz - Differenziamoci
- Telecamere in corsia
- In cucina con Cristina
- Detto tra noi
- Civico 74
- Buona visione
- Infosalute
- Pillole Lis
- Puglia Agricoltura e Dintori
- Pomeriggio 7 Weekend
- Strike
- Compagni di Scuola

## Settimanali
L'emittente televisiva ha curato fino al 2021 una testata settimanale denominata Sette News, nelle edicole monopolitane. Durante la pubblicità, andava spesso in onda un'autopromozione che, nella sua versione lunga, presenta un riepilogo delle principali notizie della giornata pubblicate sul settimanale. La versione corta, invece, mostrava il logo e la didascalia "Ogni settimana in edicola".

## Altre reti
7 Plus e elle Radio sono due reti radiotelevisive curate dall'emittente Canale 7. La prima trasmette in prevalenza repliche di programmi televisivi in onda sulla rete ammiraglia, la seconda è una radio, la cui radiovisione è trasmessa su Canale 7 con Mattino7  (ex Grande Sorella), Pomeriggio 7 e Pomeriggio 7 Weekend